# Jägermeister
Jägermeister è un amaro tedesco a base di erbe prodotto a Wolfenbüttel dal 1934, che si inserisce nella tradizione dei digestivi di produzione centro europea come il Gammel Dansk, l’Unicum, il Gorki List o la Becherovka, ma allo stesso tempo se ne allontana per il suo gusto meno amaro e più amabile.
La formula combina 56 varietà di erbe, radici, frutti e spezie macerati in alcol, e la ricetta, invariata fin dalla sua nascita, è segreto commerciale. Ha una gradazione alcolica pari a 35%.

## Storia
Curt Mast (1897-1970) fu il figlio di un commerciante di vini di Wolfenbüttel particolarmente appassionato nella produzione di liquori, tanto da aiutare il padre nel suo lavoro fin da bambino. Una volta rilevata l'attività familiare, creò nel 1934 un nuovo amaro alle erbe, chiamato Jägermeister (in italiano maestro cacciatore) in onore dell'attività di cacciatore, altra grande passione di Curt. Il nome richiamava anche l'attitudine della figura del maestro cacciatore, ovvero colui che fa rispettare le regole del gioco.
L'azienda crebbe di fama internazionale negli anni '80 grazie al lavoro di Sidney Frank, imprenditore americano che importò il liquore negli Stati Uniti avendo l'intuizione di proporlo come drink per giovani, ampliandone enormemente il mercato.

## Logo ed etichetta

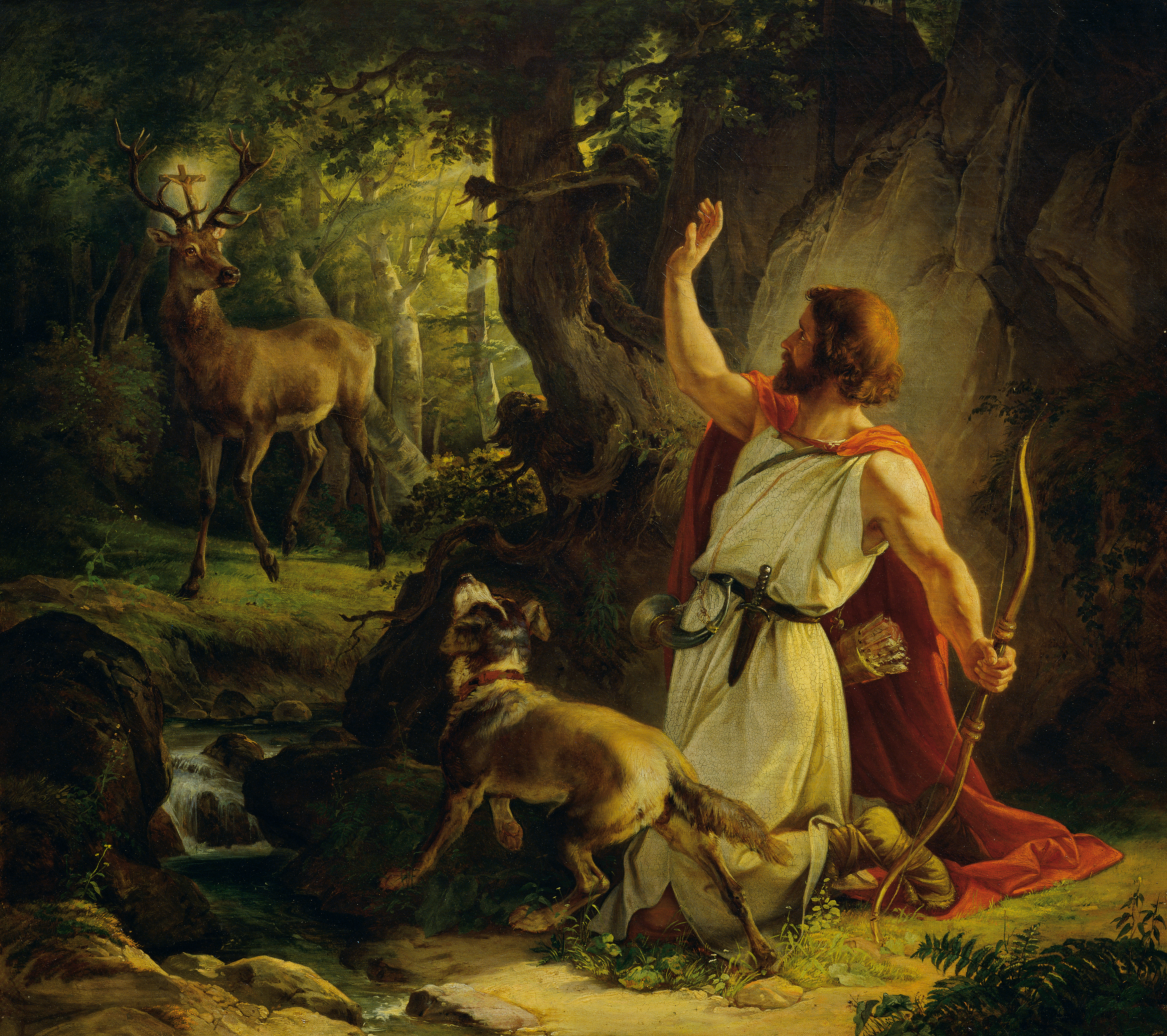
Opera di Joseph Binder del 1849 che raffigura l'apparizione a Sant'Eustachio del cervo che ha ispirato il logo Jägermeister

Il logo è tratto dalla particolare teofania avvenuta nella conversione di Sant'Uberto:durante una battuta di caccia, ad Uberto apparve improvvisamente Cristo crocefisso tra le corna del cervo che stava per abbattere.
Sul bordo della sua etichetta sono stampigliati i versi in tedesco di Oskar von Riesenthal che recitano:
(Oskar von Riesenthal)

## Cocktail
Lo Jägermeister può essere utilizzato come ingrediente principale di diversi cocktail. I più noti sono:
- Jägerbomb: un bicchierino di Jägermeister in un bicchiere di Red Bull;[7]
- Liquid Heroin: chupito composto da Jägermeister, Rumple Minze e rum Bacardi 151 in parti uguali. Alternativamente, il Liquid Cocaine è composto da Jägermeister, Bacardi 151 e Goldschläger;[8]
- Surfer on Acid: Jägermeister, Malibu e succo d'ananas in parti uguali;[9]
- Four Horsemen of the Apocalypse: chupito composto da Jägermeister, Rumple Minze, Goldschläger e rum Bacardi 151 in parti uguali;[10]
- Starry Night: chupito composto da 2⁄3 di Jägermeister e 1⁄3 di Goldschläger;[11]
- Redheaded Slut o Ginger Bitch: cocktail composto da Jägermeister, Schnapps alla pesca e succo di cranberry.[12]

## Sponsorizzazioni

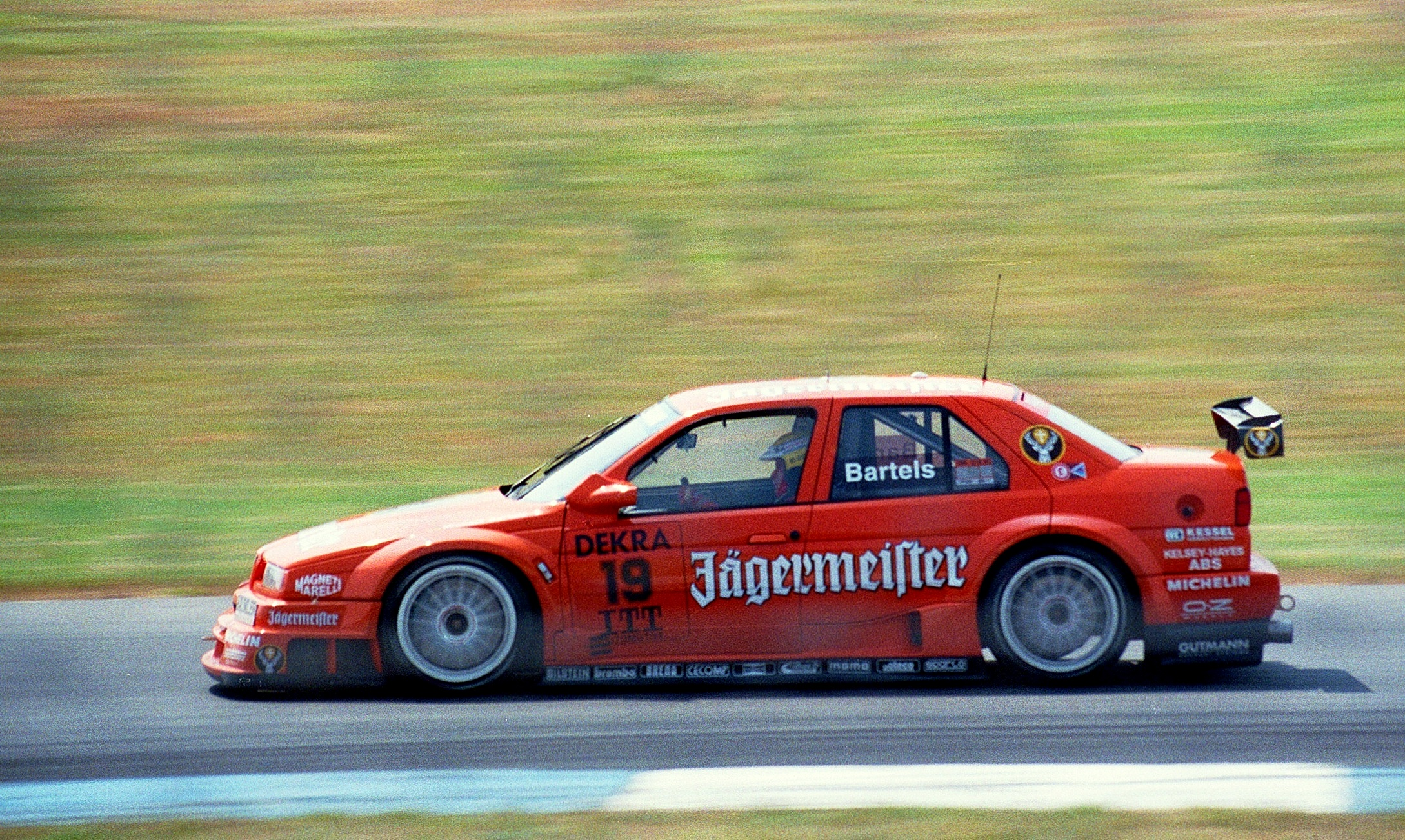
Una Alfa Romeo 155 DTM sponsorizzata da Jägermeister

### Sport
Fin dagli anni '70 Jägermeister è attiva nel motorsport in veste di sponsor, specialmente appoggiando diverse scuderie europee partecipanti alle più importanti competizioni motoristiche, come Formula 1, DTM, Gruppo C e Deutsche Rennsport Meisterschaft. Le vetture sponsorizzate sfoggiano solitamente un'iconica livrea arancione.
Il brand è presente da tempo anche nel calcio, in particolare nella Bundesliga: nel 1973 l'Eintracht Braunschweig fu sponsorizzato da Jägermeister e divenne così la prima squadra della massima serie tedesca ad avere uno sponsor sulla divisa. Venne persino proposto il cambio di denominazione della squadra in Eintracht Jägermeister, poi non messo in atto..